# Erythrodiplax amazonica
Erythrodiplax amazonica är en trollsländeart som beskrevs av Sjöstedt 1918. Erythrodiplax amazonica ingår i släktet Erythrodiplax och familjen segeltrollsländor. Inga underarter finns listade i Catalogue of Life.